# الحركة الديمقراطية الفيتنامية

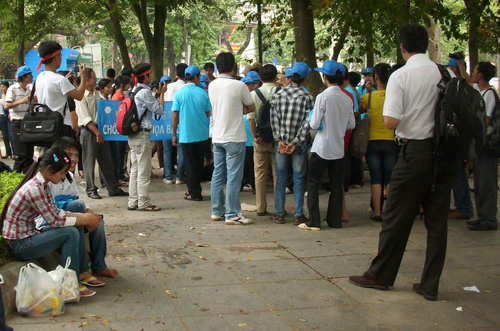
فييت تان تنظم العمل المدني في هانوي

الحركة الديمقراطية الفيتنامية هي حركة تهدف إلى الإصلاح الديمقراطي في فيتنام.

## الخلفية التاريخية
فيتنام هي دولة شيوعية تطبق نظام الحزب الواحد.
حتى إن الرقابة على الإنترنت في فيتنام مطبقة بشكل سيئ وفعليًا لا وجود لها. لدرجة أن مواقع الويب المحظورة من قِبل الحكومة يتم عادةً التحايل عليها بسهولة بالغة والتغلب على أي «حظر» بسرعة.

## معلومات تاريخية
في عام 2006، دعا بيان الحرية والديمقراطية في فيتنام إلى إجراء إصلاحات ديمقراطية. جدير بالذكر أن بلوك 8406 عبارة عن ائتلاف موحد يضم مجموعات سياسية فيتنامية تؤيد إجراء إصلاحات ديمقراطية في فيتنام. وقد وقّع على البيان في الأساس 118 منشقًا يطالبون بإقامة دولة متعددة الأحزاب. وزاد الدعم لاحقًا حتى وصل إلى الآلاف.
وصرّحت منظمة هيومان رايتس ووتش قائلةً: «إنه لمن الغريب أن يظهر مئات المواطنين عبر فيتنام بجراءة دعمهم لإحداث تغيير سياسي في عريضة مكتوبة. في فيتنام، مجرد التوقيع على مثل هذه المستندات يؤدي في العادة إلى الخضوع لتحقيقات الشرطة والاحتجاز، وغالبًا السجن.»
بعد ثورة الياسمين في أوائل عام 2011، نشر الدكتور نجوين دان كيو دعوة على الإنترنت للخروج في مسيرات ضخمة في فيتنام. وهو ما أدى إلى قيام السلطات بإلقاء القبض عليه.
وقد أبلغ عن خروج احتجاجات قليلة وحالات انتحار حرقًا Rare protests and a self-immolation في مدينة هو تشي مينه ودا نانغ.
وتم إلقاء القبض على نجوين دان كيو، ناقد مشهور للحكومة، في 26 فبراير 2011؛ حيث صرّحت أجهزة الأمن بأنه ضبط «متلبسًا وفي حوزته مستندات» يقوم بتوزيعها تدعو إلى قيام ثورة مثل ثورات الربيع العربي.